# Deer Lake (Terranova y Labrador)
Deer Lake es un pueblo canadiense situado en la provincia de Terranova y Labrador.

## Superficie
Deer Lake tiene una superficie de 73,26 km².

## Demografía
En 2021, tenía 4864 habitantes, una densidad poblacional de 66,4 hab./km², y 2309 viviendas.